# Pristimantis cosnipatae
Pristimantis cosnipatae es una especie de anfibio anuro de la familia Craugastoridae.

## Distribución
Esta especie es endémica de la provincia de Paucartambo, en la región de Cusco, Perú. Habita en el valle del río Kosñipata entre los 1,580 y 1,700 metros sobre el nivel del mar en la Cordillera Oriental.

## Descripción
Los machos miden de 21.8 a 29.5 mm.

## Etimología
Su nombre de especie fue dado en referencia al lugar de su descubrimiento, el valle del río Kosñipata.

## Publicación original
- Duellman, 1978 : New species of leptodactylid frogs of the genus Eleutherodactylus from the Cosnipata Valley, Peru. Proceedings of the Biological Society of Washington, vol. 91, n.º 2, p. 418-430[5]